# フリードリヒ1世 (シュヴァーベン大公)
シュヴァーベン大公フリードリヒ1世（Friedrich I., Herzog von Schwaben, 1050年頃 - 1105年7月21日以前）は、シュタウフェン家のシュヴァーベン大公（在位：1079年 - 1105年）。父はリースガウ伯フリードリヒ・フォン・ビューレン、母はエギスハイム＝ダグスブルク伯ゲルハルト1世の娘ヒルデガルトである。フリードリヒの代にシュタウフェン家はシュヴァーベン大公の地位を獲得した。フリードリヒは弟シュトラスブルク司教オットーの支援を受け、ペーター・フォン・リュッツェルブルクとともにザンクト・ヴァルブルガ修道院を創設した。

## 生涯
フリードリヒはシュヴァーベン大公となる以前は伯であったとみられ、すでに伯時代からシュタウフェン家の勢力拡大を始めていた。ホーエンシュタウフェン山上に城を建設し、そこが一族の本拠地となり、また家名のもととなった。ロルヒ（Lorch）にあった要塞は1100年頃にベネディクト会修道院（ロルヒ修道院）のものとなり、この時から同修道院はシュタウフェン家の菩提寺となった。
しかし、シュタウフェン家の所領はこの時にはまだ小さく、ホーエンシュタウフェン周辺とアルザスにある母ヒルデガルトの所領（ハーゲナウ周辺およびオー・ケニグスブール城（ホーフケーニヒスブルク）を含むシュレットシュタット周辺）のみであった。
フリードリヒにとって転機となるシュヴァーベン大公位の獲得は、1079年の復活祭のことであった。ルドルフ・フォン・ラインフェルデンが皇帝ハインリヒ4世に対し反乱を起こした際、フリードリヒは数少ない皇帝派の貴族であった。1079年、ルドルフの子ベルトルト1世はシュヴァーベン大公となった。これに対し、皇帝ハインリヒ4世は復活祭の日にフリードリヒにシュヴァーベン大公位を与え、3月24日にはレーゲンスブルクで7歳の娘アグネスと婚約させた（結婚は1086年もしくは1087年に行われた）。その後も両大公は対立を続け、1097年にルドルフの婿で後継者であったベルトルト2世と和解したものの、大公位に関しては分裂状態が続いた。
フリードリヒは主に北部へと勢力を拡大していった。ライン宮中伯領においては、ヴァイセンブルク修道院およびシュパイアー修道院のフォークタイを支配し、強大な在地勢力を築いた。こうしてシュタウフェン家はラインフランケンにおけるザリアー家の所領をほぼ手に入れることとなった。南部においては、フリードリヒはウルムのかなりの領地を支配下に置き、ドナウ川対岸ではわずかの領地のみ支配した。
皇帝ハインリヒ4世がイタリア遠征を行い、帝国北部の領主が不在の間、フリードリヒは帝国領における最高位の軍司令官となった。

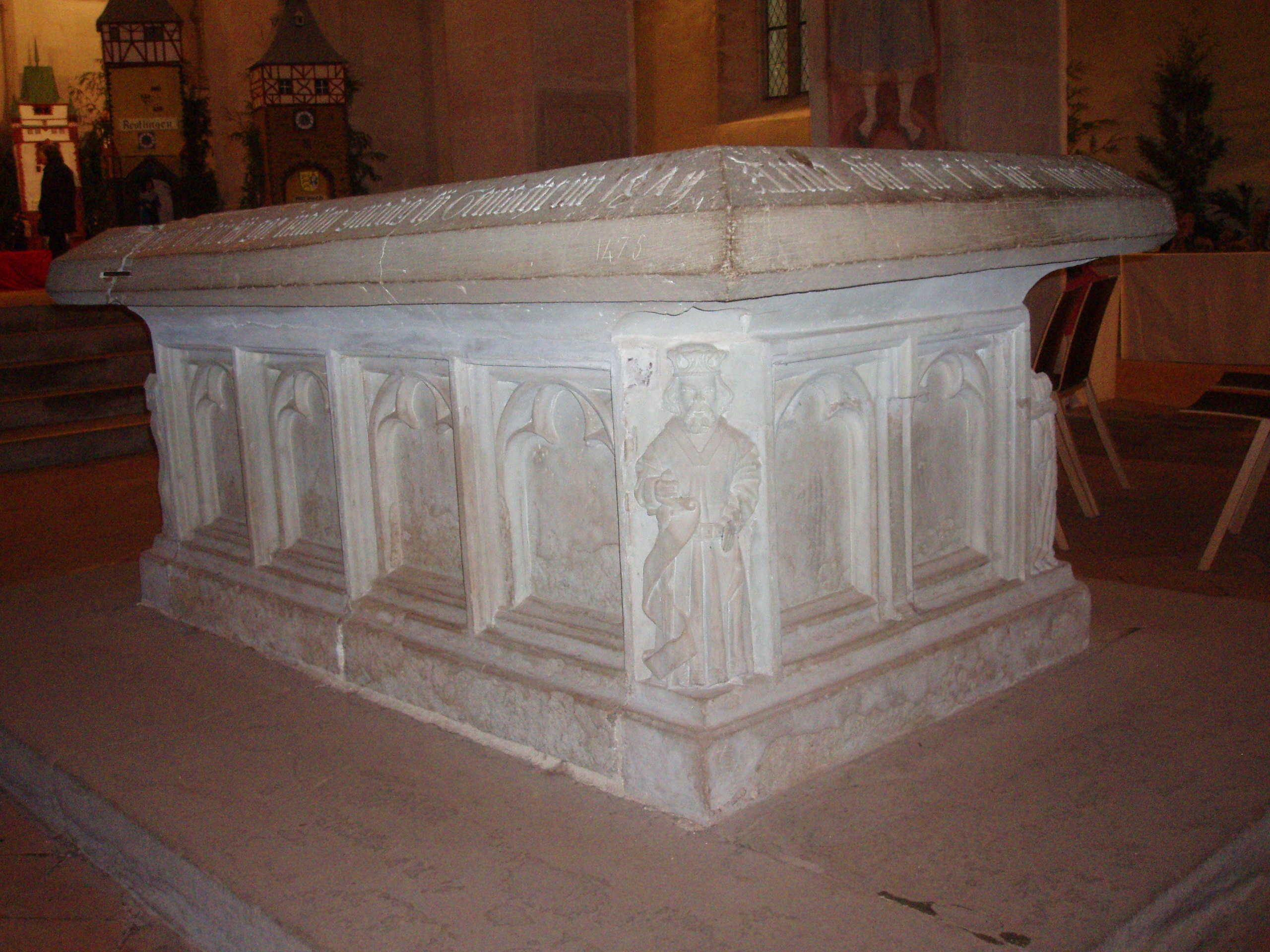
ロルヒ修道院中央身廊にあるシュタウフェン家の棺

フリードリヒは1105年に死去し、最初ロルヒの教会に埋葬されたが、フリードリヒが創建したロルヒ修道院の付属教会が完成した後、息子コンラート3世によりこちらに改葬された。1475年、修道院長ニコラス・シェンク・フォン・アールベルク（Nikolas Schenk von Arberg）が中央身廊の聖歌隊席の階段前および席内の全ての墓を開け、遺体を一つの棺に集めた。現在その棺は中央身廊に置かれている。
妻アグネスは1106年にオーストリア辺境伯レオポルト3世と再婚した。1143年に死去し、夫レオポルト3世とともにウィーン近くのクロスターノイブルク修道院に埋葬された。

## 子女
アグネスとの間に11人の子女をもうけた。
- ハイリカ（1088年 - 1110年） - エンスドルフ伯フリードリヒ3世・フォン・ペッテンドルフ＝レンゲンフェルトと結婚、娘ハイリカはヴィッテルスバッハ伯オットー4世と結婚し、バイエルン公オットー1世の母となった。
- ベルタ（1089年 - 1120年） - ラーフェンシュタイン伯アーダルベルト・フォン・エルヒンゲンと結婚、娘リウトガルトはマイセン辺境伯コンラート1世と結婚した。
- フリードリヒ2世（1090年 - 1147年） - 皇帝フリードリヒ1世の父親
- ヒルデガルト
- コンラート3世（1093年 - 1152年） - ローマ王
- ギーゼラ
- ハインリヒ（1102年没）
- ベアトリクス（1098年 - 1130年）
- クニグンデ（1100年 - 1120年/1126年） - バイエルン公ハインリヒ10世と結婚
- リヒルデ - ルシー伯ユーグ1世と結婚
- ゲルトルート - ライン宮中伯ヘルマン・フォン・シュターレックと結婚